# アッティカ
アッティカ（英: Attica, 独: Attika）またはアッティキは、ギリシャのアテネ周辺を指す地域名であり、現在のギリシャ共和国の広域自治体であるペリフェリア（地方）の一つである。古典ギリシャ語でアッティケー（Ἀττική / Attikḗ）、現代ギリシャ語でアッティキ（Αττική / Attikí 　発音:[atiˈki]）とも表記される。

## 地理

### 位置・広がり

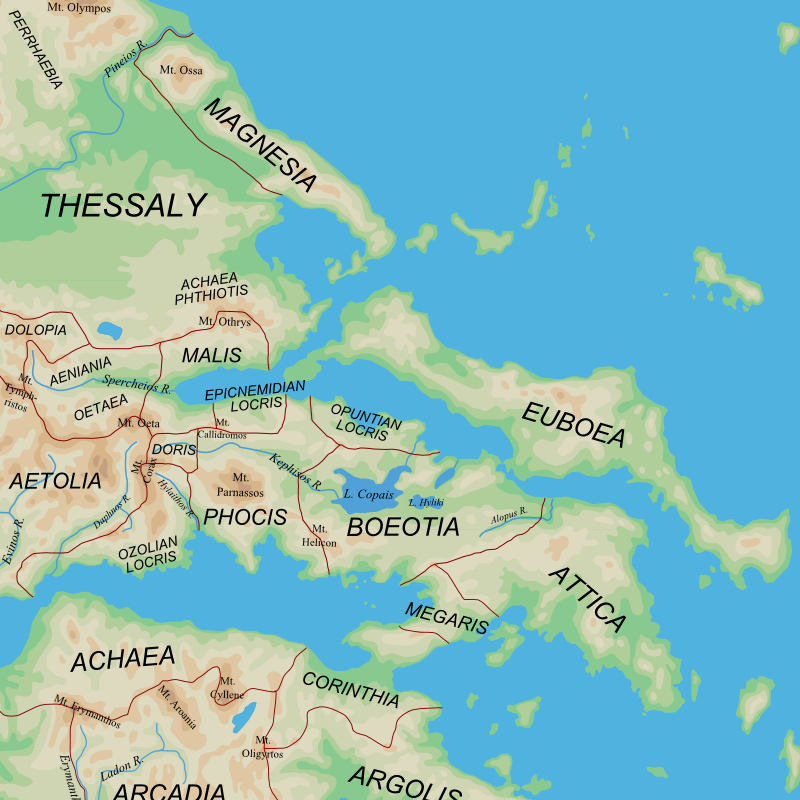
古代ギリシャの地方図

歴史的なアッティカ（アッティケー）は、アテナイ（現: アテネ）を中心とし、エーゲ海に突き出した三角形状の半島（アッティカ半島）一帯を指す地域名称である。北は16kmにおよぶキタイローン（現: キテロン）の山並みによってボイオーティアと区分されている。南西にサロニコス湾に面し、北東には南エヴィア湾 (South Euboean Gulf) を隔ててエヴィア島（現: エヴィア島）が横たわっている。
プラトンによれば、古代アッティカの領域は、西はコリントス地峡、北はキタイローンの山々やパルニサ山によって画され、オロプスとアソポス川で海に至ったという。
現在の行政区画（ペリフェリア）としてのアッティカ地方（アッティキ地方、Περιφέρεια Αττικής）は、歴史的なアッティカ地方よりも広い範囲を指す。アテネやピレウスなどの首都圏があるアッティカ半島のほか、ペロポニソス半島東部のトロイジナ周辺や、ペロポニソス半島南方のキティラ島・アンティキティラ島などを領域に含んでおり、面積は3.808 km²である。
現在の人口は370万人であるが、そのうち95%が首都圏に住んでいる。

### 地形

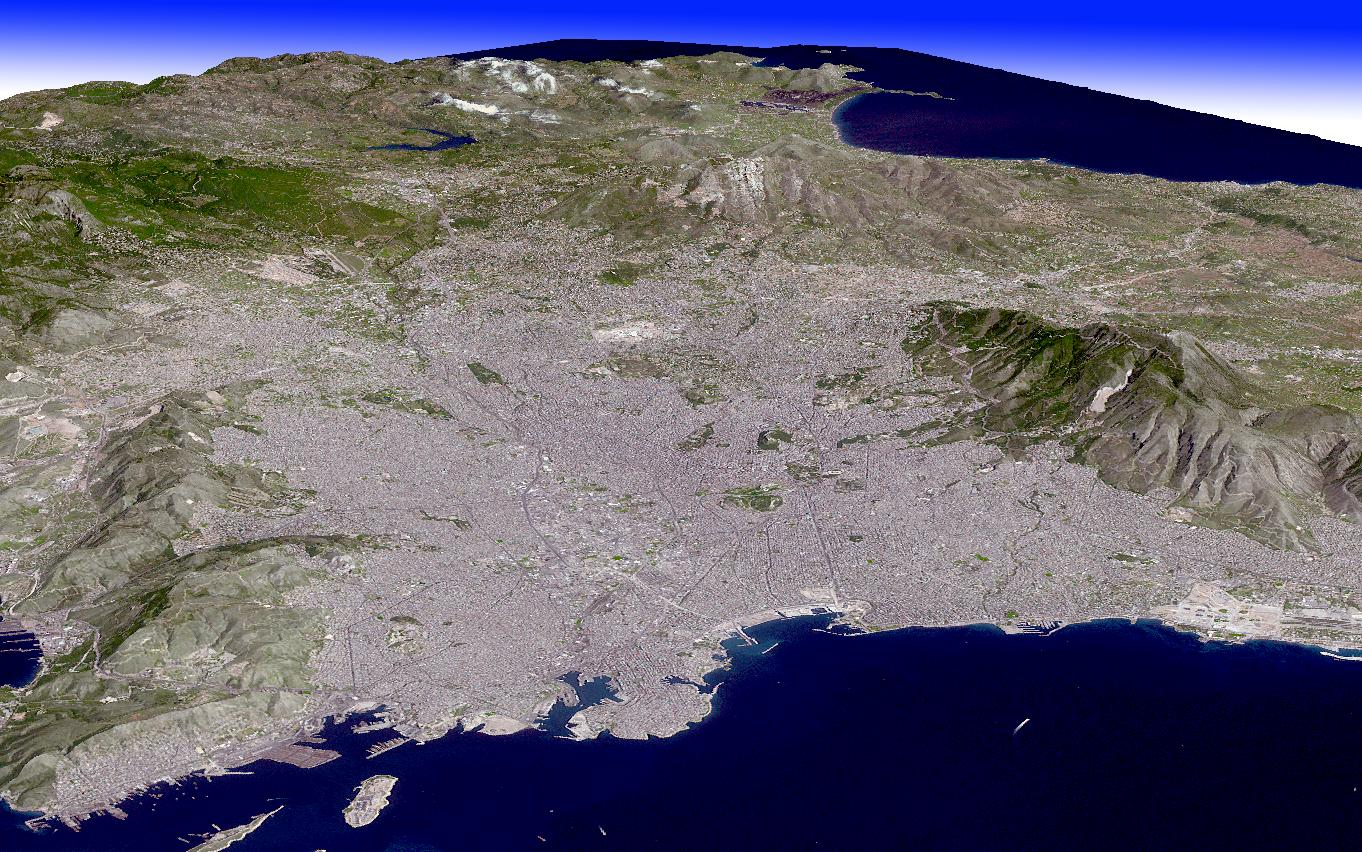
アテネの3D画像

アテネの近郊には、南西側から時計まわりにエガレオ山、パルニサ山、ペンテリコン山、イミトス山の4つの山があり、これらが形づくる丘陵地帯は、アテネ・ピレウス大都市圏の外縁となっている。アッティカ地方の最高峰であるパルニサ山周辺にはマツやモミの森が広がっている。イミトス山、ペンテリコン山、東南部にある Merenta山（旧名: Myrrhinous）やラブリオ（旧名: ラウリウム）の山々にはマツの植生が広がっており、他の地域は低木でおおわれている。
アッティカ地方は、山々によって Pedias、メソゲイア（Mesogeia, 旧名: Mesogaía）、Thriasion の平野に区分される。メソゲイア平野は、アテネの東方にそびえるイミトス山の東側に広がる平野で、北にペンテリコン山、東に南エヴィア湾、南をMerenta山やラリウムの山々によって画される。
アテネの北東、マラトンの近くにあるマラトン湖は1920年に作られた人工の貯水池で、アテネの水がめとなっている。
古代アテナイにおいて、アッティカ半島南部のラブリオ（旧名: ラウリウム）は銀鉱山として知られた。また、大理石の産出地であった。

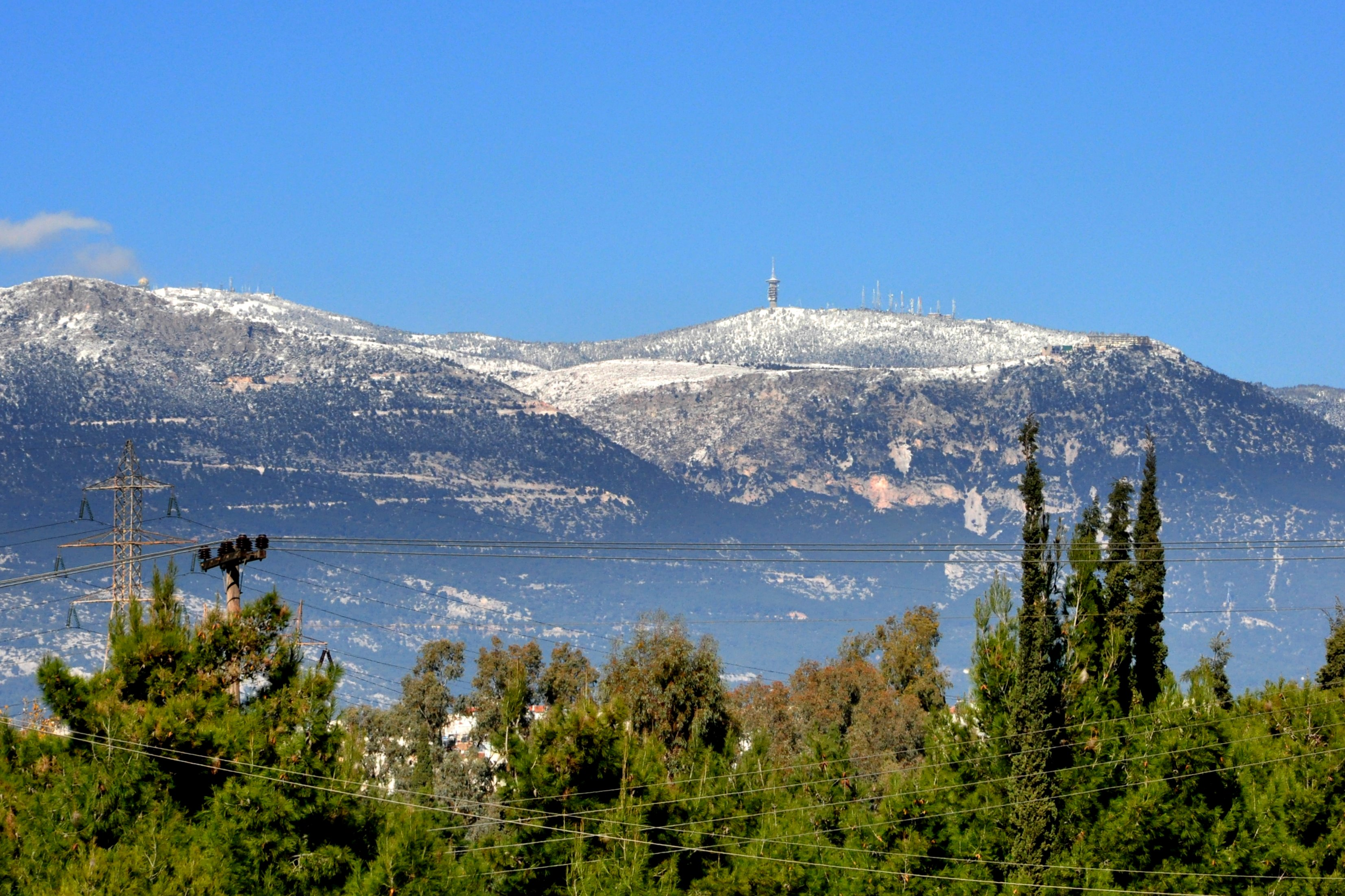
雪を頂くパルニサ山
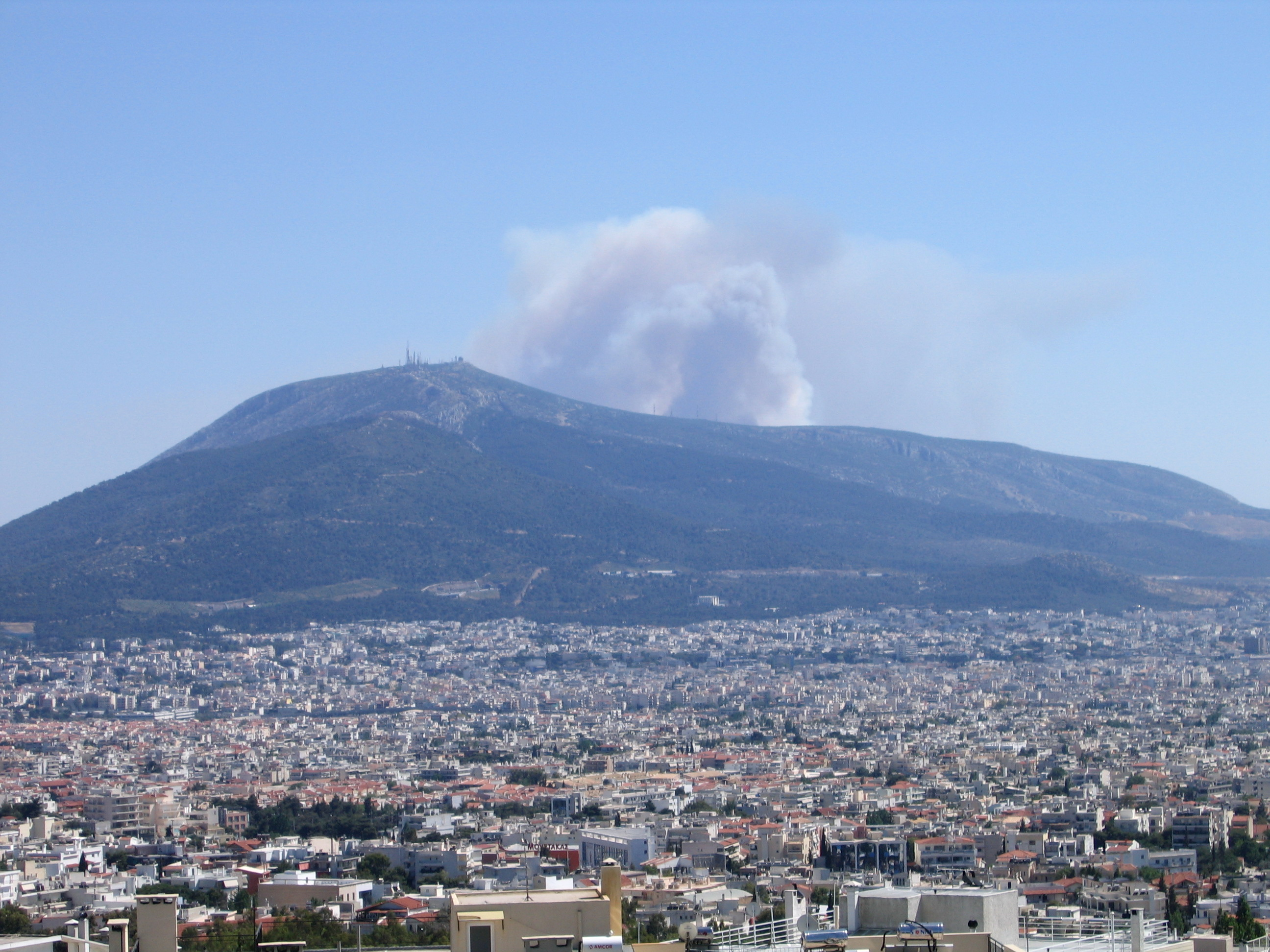
首都圏の市街地と、山火事が発生しているイミトス山
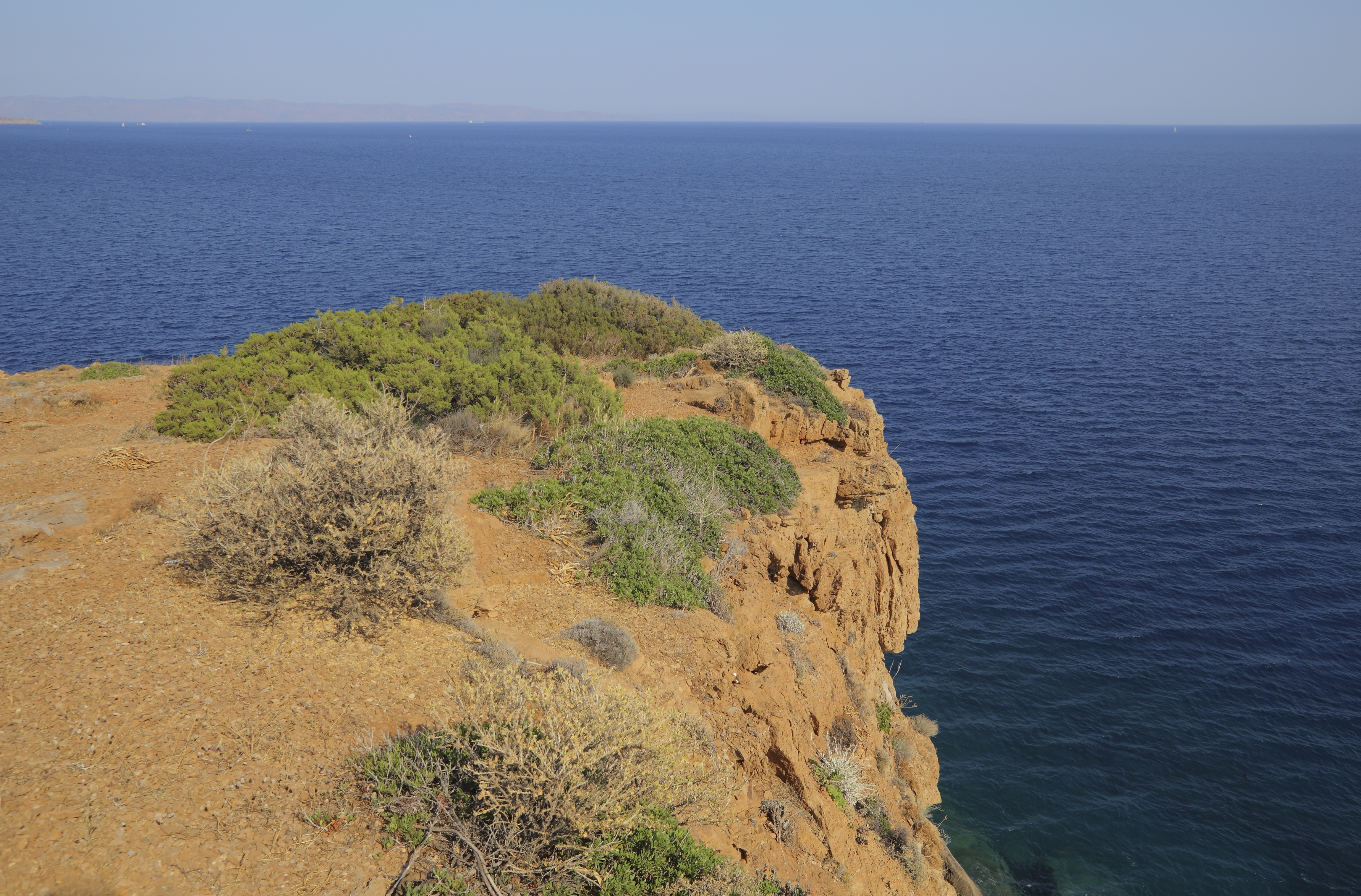
アッティカ半島南端のスニオン岬
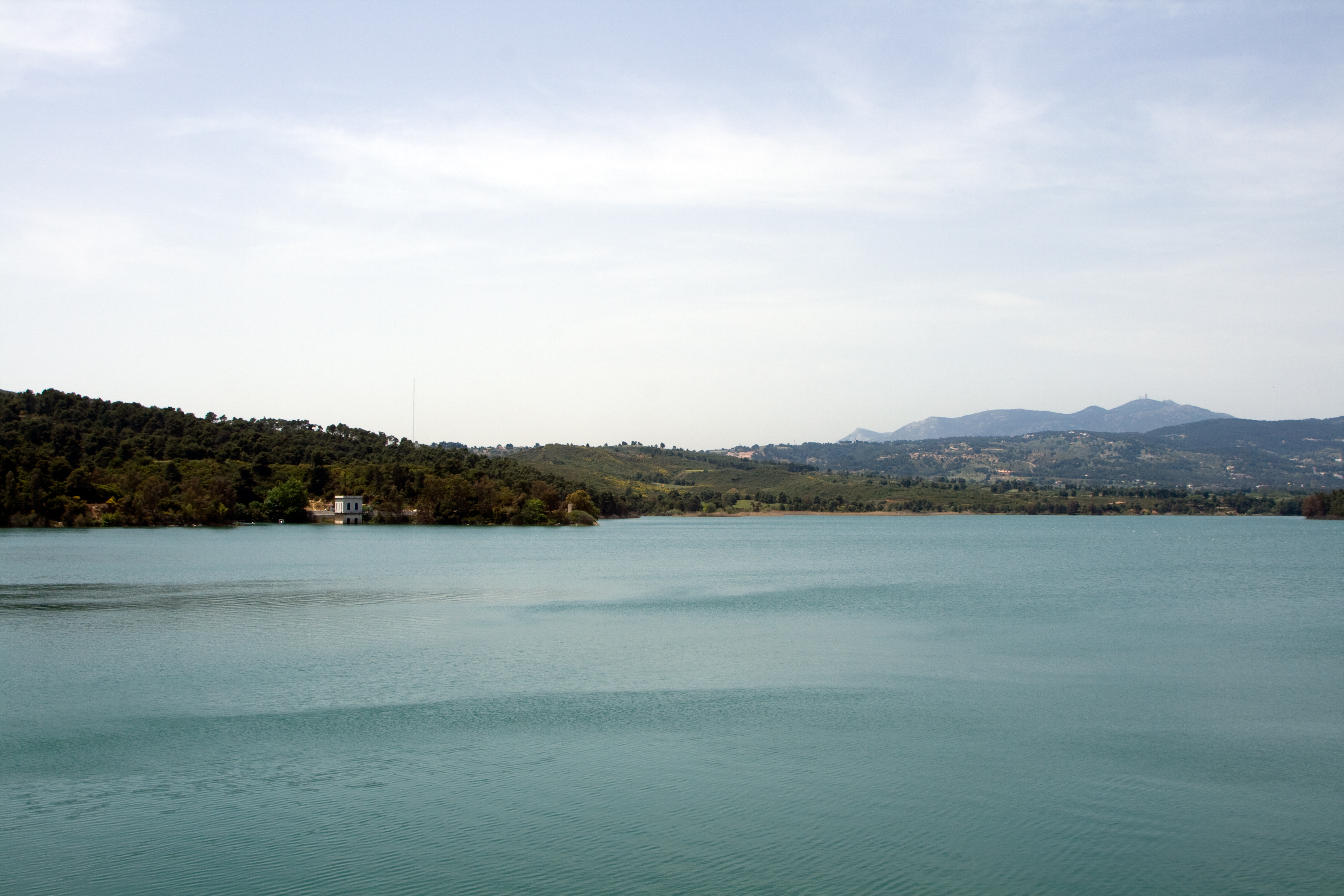
マラトン湖

## 歴史

### 古代

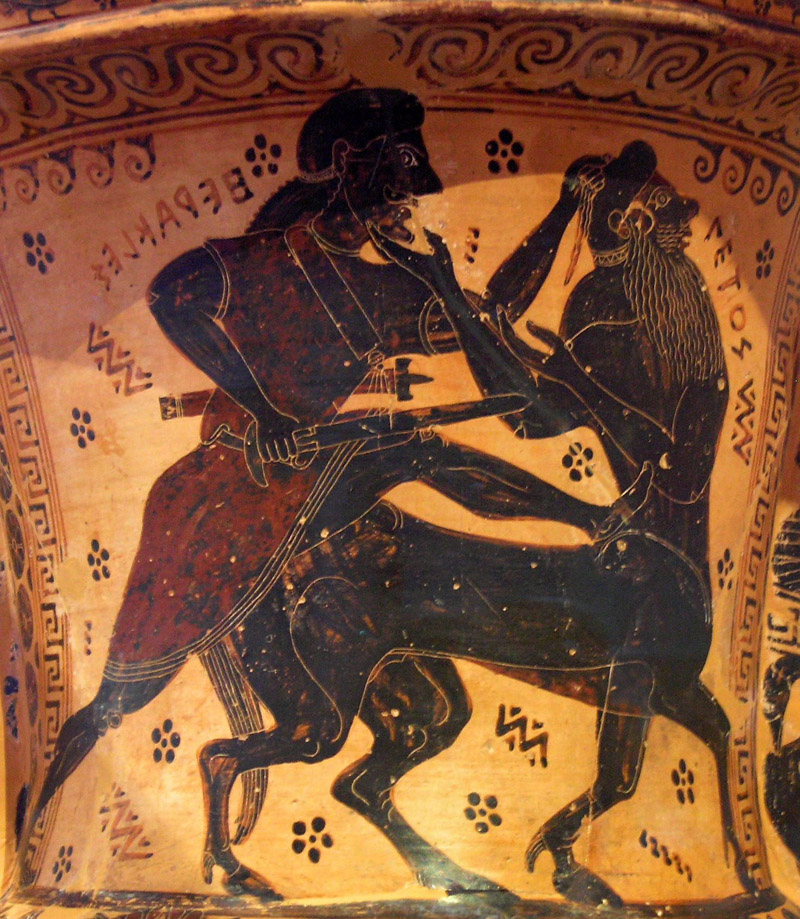
アッティカは陶器生産の中心地であった。ネッソスと戦うヘラクレスを描いたアッティカ黒絵陶器（紀元前620–610年頃）

古代、アテナイの人々は、自分たちがよそからアッティカに移り住んできた民ではなく、この地にもともと暮らしていた民であったことを誇りとしていた。この伝承は、古典時代に暗黒時代（紀元前1200年から紀元前700年頃）を振り返ってつくられたものと考えられている。
アッティカはドーリア人（ドーリス人）の活動に伴いペロポネソス半島北部から故地を追われて移住してきたイオニア人（アカイア人の一派）の避難場所であった。イオニア人たちは、アッティカ人（のちに、もともとイオニア人の一部族であったと考えられるようになった）と合流し、イオニア方言を話すようになった。のちにイオニア人たちはエーゲ海を渡り、小アジア（アナトリア半島）西部のイオニアの地に12の植民都市を築いたと考えられる。
ミケーネ文明の時代（紀元前15世紀 - 紀元前12世紀頃）、アッティカ人たちは自治的な農業社会で暮らしていた。先史時代の遺跡が、マラトンやRafina、Nea Makri、Brauron、Thorikos、Agios Kosmas、Eleusinaなどで発見されている。ギリシア神話によれば、アテナイの初代王ケクロプスの頃にはアッティカは12の小さな国からなっており、テーセウスの時代にアテナイのもとに統合されたという。

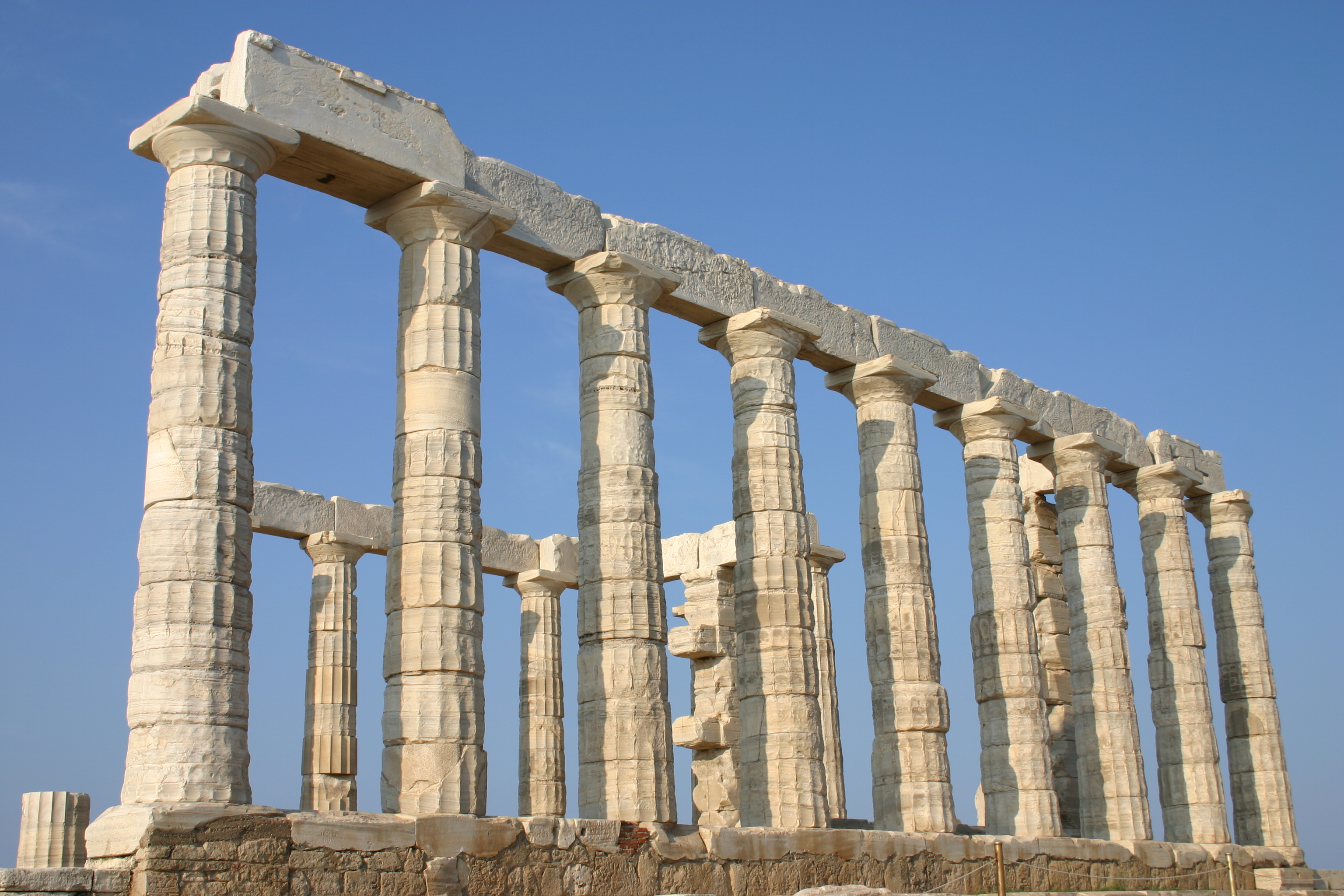
スニオン岬にあるポセイドン神殿（紀元前440年頃）

紀元前6世紀まで貴族は郊外で独立した生活をしていたが、僭主ペイシストラトスの独裁やクレイステネスによる改革を経て、郊外の共同体はその独立を失い、アテナイの中央政府の支配に服することとなった。
クレイステネスの改革により、従来の村落をもととして行政区（デーモイ δήμοι / dēmoi、複数形: デーモス δῆμος / dēmos）が編成され、市民編成の基礎的単位となった。デーモスはおよそ100人からなる単位で、139のデーモスが確認されている。
また、アッティカ全土は以下の3つの地域に区分された。
- 都市部（άστυ / asty） - アテネ中心部、Ymittos、Aegaleo、パルニサ山（英語版）山麓の地域
- 沿岸部（παράλια / paralia） - エレウシスからスニオン岬にかけての地域
- 内陸部（μεσογαία / mesogaia） - パルニサ山・ペンテリ山の北、イミトス山周辺の地域

いくつかのデーモスから構成された地区（trittya　複数形: トリッテュス　τριττύες / trittyes。「3分の1部族」とも訳される）が合計30個、都市部・沿岸部・内陸部に10ずつ所属するよう編成された。都市部・沿岸部・内陸部の3地域から1地区ずつを抽出して組み合わせて「部族」とした（10部族制）。

### 中世

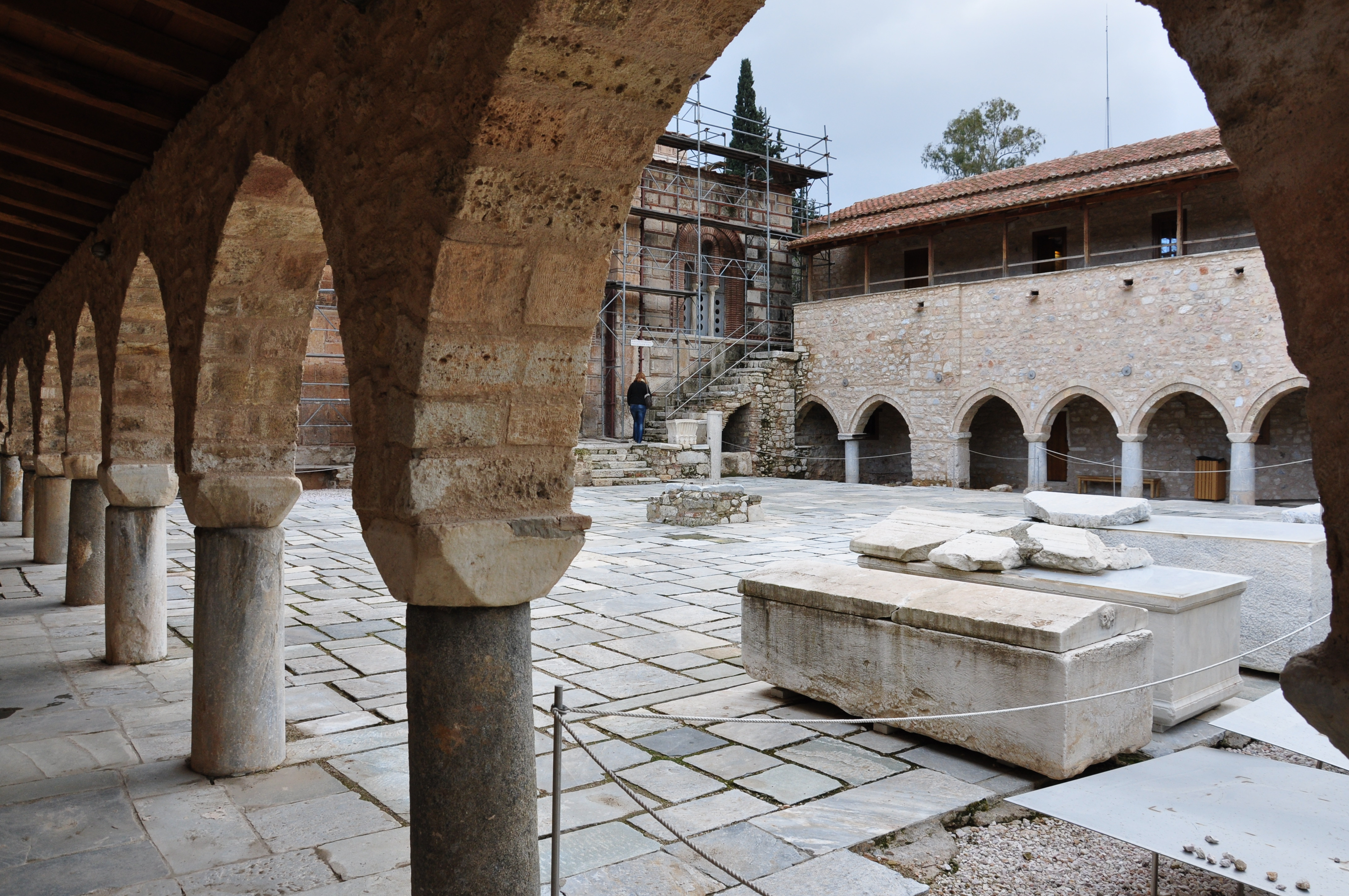
ダフニ修道院。モザイク画で知られるユネスコ世界遺産。

古典時代の終焉後、アッティカはローマ帝国の支配下に入り、その後東ローマ帝国の領域となった。396年には西ゴート族のアラリック1世の侵略をうけた。アッティカの人口は、近隣のボイオティアに比べて減少した。東ローマ帝国の治下においてアッティカは発展から取り残された。ユスティニアヌス1世（在位: 527年 - 565年）が完成させ、以後も修築が重ねられたダフニ修道院は、例外的な遺産である。
1204年、第4回十字軍によってラテン帝国が建国されると、アッティカもテッサロニキ王国やアテネ公国の統治下に入った。このとき、ダフニ修道院もカトリックの管理下に置かれている。しかし、「フランク人」たちは厳格な支配は行わなかったため、11世紀から12世紀にかけてのアッティカの建築物でも華麗な装飾が見られる。
アテネ公国は、フランス人、カタルーニャ人が支配したのちヴェネツィア共和国の支配下に入った。

### オスマン帝国
1456年、オスマン帝国はアテネ公国を征服した。アテネはオスマン帝国の統治下で、認められたいくつかの権利を謳歌している。しかし、この状況はアッティカの農村にはあてはまらない。アッティカの大部分はトルコ人の所有地となったが、領主たちは騎兵の助けをえて住民たちを脅かした。アッティカの修道院は、村のギリシャ的な性格を保つうえで重要な役割を果たした。
ギリシャ独立戦争初期の1821年4月、アッティカの農民たちも蜂起を行った。彼らはアテネを占領し、アクロポリスを占拠した。アクロポリスは、1822年6月にギリシャ軍に引き渡されている。

### 近現代
ギリシャ独立後の1833年、アッティキ・ヴィオティア県（Νομός Αττικής και Βοιωτίας、アッティコヴィオティア Αττικοβοιωτία） (Attica and Boeotia Prefecture) として設立された。1836年、地方制度改革によりノモスが廃止された際、アッティコヴィオティア県は北のヴィオティアと南のアッティキの行政区（Διοίκηση）に分割された。1845年の改革でノモスが復活し、アッティコヴィオティア県が再設置されるが、1899年に分割されてアッティカ県（アッティキ県、Νομός Αττικής）とヴィオティア県が誕生した。両県は1909年に再統合、1943年に再分割された。

## 行政区画

### 県（ペリフェリアキ・エノティタ）

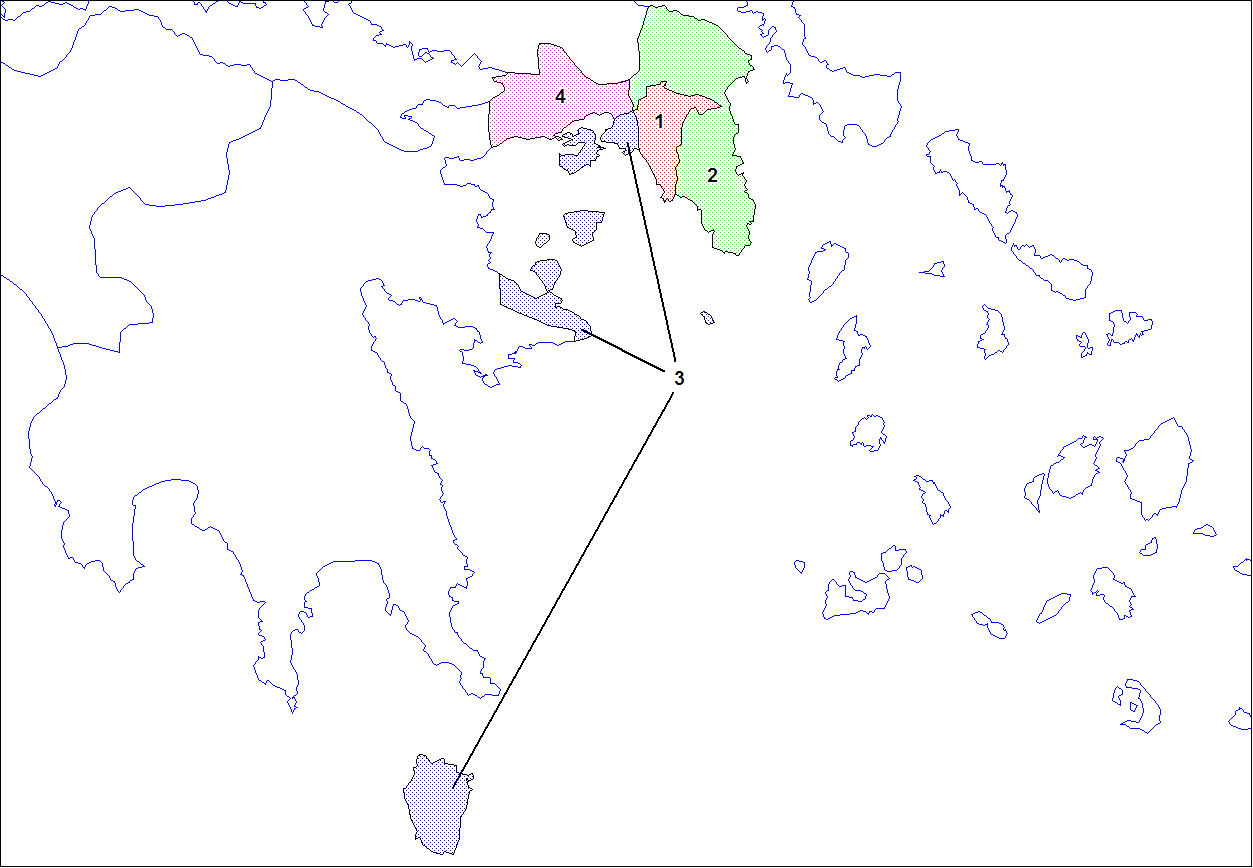
アッティカ地方のノマルヒア（2010年以前）。現在の行政区のもとになっている。

アッティカ地方は、以下の8つの行政区（ペリフェリアキ・エノティタ）から構成されている。カリクラティス改革（2011年1月施行）に際し、旧アテネ県（右図1）が北・西・中央・南の4行政区に、旧ピレウス県(3)が本土と島嶼部の2行政区に分割されている。面積の単位は km²、人口は2021年の国勢調査による。
|   | 行政区名       | 綴り                    | 政庁所在地 | 面積  | 人口      |
| - | -------------- | ----------------------- | ---------- | ----- | --------- |
| - | 北アテネ県     | Βόρειος Τομέας Αθηνών   | ＊         | 141   | 601,163   |
| - | 西アテネ県     | Δυτικός Τομέας Αθηνών   | ＊         | 67    | 478,883   |
| - | 中央アテネ県   | Κεντρικός Τομέας Αθηνών | ＊         | 87    | 1,002,212 |
| - | 南アテネ県     | Νότιος Τομέας Αθηνών    | ＊         | 69    | 529,455   |
| 2 | 東アッティカ県 | Ανατολική Αττική        | パリニ     | 1,513 | 518,755   |
| - | ピレウス県     | Πειραιάς                | ピレウス   | 50    | 448,051   |
| - | 諸島県         | Νήσοι                   | ＊         | 879   | 70,005    |
| 4 | 西アッティカ県 | Δυτική Αττική           | エレフシナ | 1,004 | 165,540   |

北アテネ県
西アテネ県
中央アテネ県
南アテネ県

## 経済
| 年     | 2006 | 2007 | 2008 | 2009 | 2010  | 2011  | 2012  | 2013  | 2014  | 2015  | 2016  | 2017  |
| ------ | ---- | ---- | ---- | ---- | ----- | ----- | ----- | ----- | ----- | ----- | ----- | ----- |
| 失業率 | 8.5% | 7.8% | 6.7% | 9.1% | 12.6% | 18.0% | 25.8% | 28.7% | 27.3% | 25.2% | 23.0% | 21.6% |

## 交通機関
- A1高速道路
- A6高速道路
- A62高速道路
- A621高速道路
- A64高速道路
- A65高速道路
- A8高速道路
- 国道1号線 (ギリシャ)
- 国道3号線 (ギリシャ)
- 国道8号線 (ギリシャ)
- 国道79号線 (ギリシャ)
- 国道83号線 (ギリシャ)
- 国道89号線 (ギリシャ)
- 国道91号線 (ギリシャ)

### 旧制度
カリクラティス改革（2011年1月施行）以前、アッティカ地方にはノモス（県）としてはアッティカ県（Νομός Αττικής） (Attica Prefecture) のみが置かれた。
首都圏にあたるアッティカのノモスは特殊な位置づけにあった。1971年、ノモスを区分した4つのノマルヒア（Νομαρχία、複数: νομαρχίες / nomarchies）が設置され、行政区・自治体としての機能を担うこととなった。ノマルヒアを県級の行政区画とみなして「県」（Prefecture）と訳されることもあった。
2010年まで、アッティカのノモスは以下の4つのノマルヒアから構成されていた。
1. アテネ県（英語版） （Νομαρχία Αθηνών）
2. 東アッティカ県 （Νομαρχία Ανατολικής Αττικής）
3. ピレウス県 （νομαρχία Πειραιώς）
4. 西アッティカ県 （Νομαρχία Δυτικής Αττικής）

1995年にはアテネとピレウスの両ノマルヒアが広域自治体（Νομαρχιακή Αυτοδιοίκηση Αθηνών - Πειραιώς、通称: Υπερνομαρχία Αθηνών-Πειραιώς、英語: Athens-Piraeus super-prefecture）を形成した。
2011年1月1日、ギリシャの地方制度改革にともない、自治体としての県（ノモス）は廃止された。他の地方ではノモスをもとにペリフェリアキ・エノティタが編成されたが、アッティカ地方ではノマルヒアをもとにペリフェリアキ・エノティタが編成された。